# Communauté de communes des Coteaux Bordelais
Die Communauté de communes des Coteaux Bordelais (offizielle Schreibweise: Communauté de communes Les Coteaux Bordelais) ist ein französischer Gemeindeverband mit der Rechtsform einer Communauté de communes im Département Gironde in der Region Nouvelle-Aquitaine. Sie wurde am 10. Dezember 2002 gegründet und umfasst acht Gemeinden. Der Verwaltungssitz befindet sich im Ort Tresses.

## Mitgliedsgemeinden
| Gemeinde                                     | Einwohner 1. Januar 2022 | Fläche km² | Dichte Einw./km² | Code INSEE | Postleitzahl |
| -------------------------------------------- | ------------------------ | ---------- | ---------------- | ---------- | ------------ |
| Bonnetan                                     | 1.048                    | 4,29       | 244              | 33061      | 33370        |
| Camarsac                                     | 1.034                    | 5,35       | 193              | 33083      | 33750        |
| Carignan-de-Bordeaux                         | 4.312                    | 8,78       | 491              | 33099      | 33360        |
| Croignon                                     | 733                      | 4,62       | 159              | 33141      | 33750        |
| Fargues-Saint-Hilaire                        | 3.504                    | 7,02       | 499              | 33165      | 33370        |
| Pompignac                                    | 3.485                    | 11,62      | 300              | 33330      | 33370        |
| Sallebœuf                                    | 2.771                    | 14,80      | 187              | 33496      | 33370        |
| Tresses                                      | 5.188                    | 11,54      | 450              | 33535      | 33370        |
| Communauté de communes des Coteaux Bordelais | 22.075                   | 68,02      | 325              | –          | –            |